# Saanich Peninsula
Saanich Peninsula är en halvö i Kanada.   Den ligger i provinsen British Columbia, i den södra delen av landet, 3 600 km väster om huvudstaden Ottawa. Saanich Peninsula ligger vid sjöarna  Beaver Lake och Elk Lake.
Runt Saanich Peninsula är det i huvudsak tätbebyggt. Runt Saanich Peninsula är det mycket tätbefolkat, med 3 134 invånare per kvadratkilometer.